# Swartzia caribaea
Swartzia caribaea är en ärtväxtart som beskrevs av August Heinrich Rudolf Grisebach. Swartzia caribaea ingår i släktet Swartzia och familjen ärtväxter. Inga underarter finns listade i Catalogue of Life.